# Robert Bruce, Lord of Liddesdale
Robert Bruce, Lord of Liddesdale (* zwischen 1293 und 1299; † 11. August 1332 bei Scone) war ein schottischer Adliger und Militär.

## Herkunft
Robert Bruce war ein unehelicher Sohn des späteren schottischen Königs Robert Bruce. Seine Herkunft ist unbekannt, wahrscheinlich wurde er geboren, als sein Vater noch Earl of Carrick war.

## Aufstieg zum schottischen Magnaten
Während des Ersten Schottischen Unabhängigkeitskriegs erhob sich sein Vater 1306 als Robert I. zum König der Schotten. Nachdem Robert I. sein Reich gefestigt hatte, versorgte er seinen unehelichen Sohn gut. Zwischen März und Juli 1320 übergab er ihm einen Teil der Baronie Spouston in Roxburghshire, die im Zuge der Verschwörung von William Soulis beschlagnahmt worden war. Bis spätestens bis Ende 1322 erhielt Bruce die Baronie Liddesdale mit Hermitage Castle. Dazu erhielt Robert weitere Güter, unter anderem Besitzungen in Perthshire mit Clackmannan Tower. Mehrfach bezeugte Bruce Urkunden seines Vaters und nahm an den Parlamentsversammlungen teil. Sein Vater belohnte ihn mit Privilegien für seine Güter. Vor 1327 erhielt er eine jährliche, großzügige Pension von £ 500.

## Militär zu Beginn des Zweiten Schottischen Unabhängigkeitskriegs
Zu Beginn des Zweiten Schottischen Unabhängigkeitskriegs war Bruce 1332 einer der schottischen Kommandanten im Gefecht bei Kinghorn, wo ein schottisches Aufgebot erfolglos die Landung der sogenannten Enterbten verhindern wollte. Wenig später spielte er eine wichtige Rolle bei der schweren Niederlage des schottischen Heeres gegen das Heer der Enterbten. Der Guardian of Scotland, der Earl of Mar, zögerte, das in einer starken Defensivposition aufgestellte, zahlenmäßig aber weit unterlegene Heer der Enterbten anzugreifen. Der Guardian hatte während des Ersten Schottischen Unabhängigkeitskriegs lange auf englischer Seite gestanden, und Bruce bezichtigte ihn nun des Verrats. Daraufhin führte der Guardian einen ungestümen, unkoordinierten Ansturm auf das Heer der Enterbten, dem sich Bruce anschloss. Die folgende Schlacht von Dupplin Moor endete in einer schweren Niederlage des schottischen Heeres. Sowohl der Guardian wie auch Bruce waren in der Schlacht gefallen.